# Just Another Language
Just Another Language (JAL)  is een programmeertaal voor PIC-microcontrollers. 
Het is de enige geavanceerde gratis taal voor deze microcontrollers en heeft een grote en actieve internationale gebruikersgroep. JAL is configureerbaar en uitbreidbaar door middel van bibliotheken en kan gecombineerd worden met assembly.
Voor JAL is er een compiler die werkt op Linux en Microsoft Windows. Deze compiler kan samen met de editor "Jaledit", heel wat bibliotheken, codevoorbeelden en nodige handleidingen bij de taal gedownload worden.

## JAL geschiedenis
De taal werd oorspronkelijk ontworpen door Wouter van Ooijen, maar werd vrijgegeven onder de GNU General Public License in 2003. In 2006 begon onder leiding van Stef Mientki de ontwikkeling van een compleet nieuwe versie: V2. Kyle York is de programmeur van deze versie, en een internationale gebruikersgroep zorgde voor de beta testing.

## JAL voorbeeld
```
-- JAL 2.3
include 16f877_bert

-- definieer de variabelen
var byte resist

-- definieer de aansluitingen
pin_a0_direction = input          -- variable resistor
pin_d7_direction = input          -- switch
pin_c2_direction = output         -- pwm led

-- zet puls-breedte modulatie aan
PWM_init_frequency (true, true)

forever loop

  -- lees het analoge signaal op a0
  resist = ADC_read_low_res(0)

  -- haal de meetwaarde door het flash geheugen
  program_eeprom_write(2000,resist)
  program_eeprom_read(2000,resist)

  -- haal de meetwaarde door het data geheugen
  data_eeprom_write(10,resist)
  data_eeprom_read(10,resist)

  -- geef een willekeurige waarde als de schakelaar ingedrukt wordt
  if pin_d7 == high then
    resist = random_byte
  end if

  -- stuur de meting naar de PC
  serial_sw_write(resist)
  delay_100ms(1)
  -- en gebruik hem voor de PWM dutycycle
  PWM_Set_DutyCycle (resist, resist)

end loop

```